# Piljuda
Il Piljuda (in russo Пилюда?, nel corso superiore e medio Pravaja Ilikta, Правая Иликта) è un fiume della Russia siberiana orientale affluente di sinistra della Lena. Scorre nel Kirenskij rajon dell'oblast' di Irkutsk. 
Il fiume ha la sua sorgente sull'Altopiano della Lena. Scorre lungo lo stesso altopiano in direzione sud entro i confini del distretto  Kirenskij. Sfocia nel fiume Lena a 3 050 km dalla foce. Ha una lunghezza di 105 km e il suo bacino è di 1 760 km². Ha una portata di 10,17 m³/s a 9,50 km dalla foce, presso il villaggio di Orlova.